# Fame (album de Lefa)
Pour les articles homonymes, voir Fame et FAME.
Albums de Lefa
3 du mat
(2018) D M N R
(2021)
Singles
1. Fame
Sortie : 26 juin 2019
2. Bitch
Sortie : 8 juillet 2019
3. Mauvais
Sortie : 16 octobre 2019
4. Spécial
Sortie : 24 janvier 2020
5. T'y arrivais pas
Sortie : 10 avril 2020
6. Incassable
Sortie : 12 juin 2020
7. Smile
Sortie : 8 juillet 2020
8. 230
Sortie : 16 octobre 2020
9. Top Boy
Sortie : 21 novembre 2020

Fame est le quatrième album solo de Lefa sorti le 18 octobre 2019. Le 10 juillet 2020, Lefa sort la réedition de Fame, Famous. En une semaine il vend 6 200 exemplaires.

## Genèse
Le 10 juillet 2020, Lefa sort Famous, réedition de Fame. L'album s'écoule à 6 049 unités dont 1 039 physique lors de la première semaine.
Le clip Smile en collaboration avec SCH sort le soir même de la sortie de l'album,. Il comptabilise près de 6 920 000 vues sur YouTube le 6 décembre 2020.
Le 31 août 2021, le titre Bitch avec Vald est certifié single de diamant.
Le 24 février 2022, T'y arrivais pas est certifié single d'or, et l'album Fame disque de platine.

## Accueil commercial
L'album s'écoule à 6 049 unités dont 1 039 physique lors de la première semaine. L'album FAME/FAMOUS est certifié disque d'or par le SNEP le 10 août 2020 avec plus de 50 000 ventes, puis devient disque de platine le 24 février 2022.

## Liste de titres
| FAME  | FAME                                                     | FAME                      | FAME             | FAME  | FAME | FAME | FAME | FAME | FAME |
| No    | Titre                                                    | Auteur                    | Compositeur(s)   | Durée |      |      |      |      |      |
| ----- | -------------------------------------------------------- | ------------------------- | ---------------- | ----- | ---- | ---- | ---- | ---- | ---- |
| 1.    | Nouveau maillot                                          | Lefa                      | MKL              | 1:59  |      |      |      |      |      |
| 2.    | Fame                                                     | Lefa                      | MKL              | 2:19  |      |      |      |      |      |
| 3.    | Bitch (feat. Vald)                                       | Lefa, Vald                | MKL              | 3:56  |      |      |      |      |      |
| 4.    | Pause                                                    | Lefa                      | MKL              | 3:01  |      |      |      |      |      |
| 5.    | Sors de ma tête                                          | Lefa                      | MKL, Blackdoe    | 2:25  |      |      |      |      |      |
| 6.    | Course poursuite                                         | Lefa                      | MKL              | 2:51  |      |      |      |      |      |
| 7.    | Megazord (feat. Megaski)                                 | Lefa, Megaski             | MKL              | 2:52  |      |      |      |      |      |
| 8.    | O&S (L'oseille et la santé) (feat. Caballero & JeanJass) | Lefa, Caballero, JeanJass | MKL, Loda French | 3:31  |      |      |      |      |      |
| 9.    | Château de Versailles                                    | Lefa                      | MKL              | 3:01  |      |      |      |      |      |
| 10.   | Trip (feat. Tayc)                                        | Lefa, Tayc                | Kore             | 2:41  |      |      |      |      |      |
| 11.   | Sous la pleine lune (par Abou Tall)                      | Abou Tall, Lefa           | MKL              | 3:10  |      |      |      |      |      |
| 12.   | T'y arrivais pas                                         | Lefa                      | MKL              | 3:21  |      |      |      |      |      |
| 13.   | Spécial (feat. Dosseh)                                   | Lefa, Dosseh              | MKL, Alchimeek   | 2:58  |      |      |      |      |      |
| 14.   | Maniaque                                                 | Lefa                      | MKL, Blackdoe    | 3:19  |      |      |      |      |      |
| 15.   | Mauvais                                                  | Lefa                      | MKL              | 2:28  |      |      |      |      |      |
| 16.   | Batman                                                   | Lefa                      | MKL, Nyadjiko    | 1:35  |      |      |      |      |      |
| 45:00 |                                                          |                           |                  |       |      |      |      |      |      |

### Réédition
| FAMOUS | FAMOUS                   | FAMOUS       | FAMOUS                              | FAMOUS | FAMOUS | FAMOUS | FAMOUS | FAMOUS | FAMOUS |
| No     | Titre                    | Auteur       | Compositeur(s)                      | Durée  |        |        |        |        |        |
| ------ | ------------------------ | ------------ | ----------------------------------- | ------ | ------ | ------ | ------ | ------ | ------ |
| 1.     | Anonymat                 | Lefa         | MKL, YoungK                         | 2:30   |        |        |        |        |        |
| 2.     | Solitude                 | Lefa         | MKL                                 | 2:52   |        |        |        |        |        |
| 3.     | Smile (feat. SCH)        | Lefa, SCH    | MKL, YoungK                         | 3:31   |        |        |        |        |        |
| 4.     | Incassable (feat. Leto)  | Lefa, Leto   | MKL, YoungK                         | 3:07   |        |        |        |        |        |
| 5.     | Top Boy (feat. Bosh)     | Lefa, Bosh   | MKL, YoungK                         | 3:24   |        |        |        |        |        |
| 6.     | 230 (feat. PLK)          | Lefa, PLK    | MKL, YoungK                         | 2:26   |        |        |        |        |        |
| 7.     | Interlude                | Lefa         | MKL                                 | 2:05   |        |        |        |        |        |
| 8.     | Elle aime (feat. Laylow) | Lefa, Laylow | MKL, YoungK, Alchimeek, James Do It | 3:21   |        |        |        |        |        |
| 9.     | Reste avec moi           | Lefa         | MKL, YoungK                         | 2:52   |        |        |        |        |        |
| 10.    | Hola                     | Lefa         | MKL, YoungK, Ismaila Talla          | 2:49   |        |        |        |        |        |
| 11.    | Combien de fois          | Lefa         | MKL, YoungK, James Do It            | 2:49   |        |        |        |        |        |
| 12.    | New Level (feat. Josman) | Lefa, Josman | MKL, YoungK                         | 3:17   |        |        |        |        |        |
| 13.    | Fortune                  | Lefa         | MKL                                 | 3:07   |        |        |        |        |        |
| 38:00  |                          |              |                                     |        |        |        |        |        |        |

## Titres certifiés en France
- Bitch (feat. Vald)  Diamant[12]
- Smile (feat. SCH)  Platine[13]
- T'y arrivais pas  Platine[14]
- Mauvais Or[15]
- 230 (feat. PLK)  Or[16]

## Clips vidéos
- Fame : 26 juin 2019
- Bitch (feat. Vald) : 10 juillet 2019
- Mauvais : 16 octobre 2019
- Spécial (feat. Dosseh) : 24 janvier 2020
- T'y arrivais pas : 10 avril 2020
- Incassable (feat. Leto) : 12 juin 2020
- Smile (feat. SCH) : 10 juillet 2020
- 230 (feat. PLK) : 16 octobre 2020
- Top Boy (feat. Bosh) : 21 novembre 2020

### Lives
- Spécial (feat. Dosseh) : 11 décembre 2019
- Pause : 2 janvier 2020
- Maniaque : 18 mars 2020
- Château de Versailles : 27 mars 2020

## Classements et certification

### Classements hebdomadaires
| Classements                  | Meilleure position |
| ---------------------------- | ------------------ |
| France (SNEP)                | 3                  |
| Belgique (Wallonie Ultratop) | 8                  |
| Belgique (Flandre Ultratop)  | 139                |
| Suisse (Schweizer Hitparade) | 32                 |
| Suisse (Charts Romandie)     | 47                 |

### Certification
| Région        | Certification | Date            | Ventes  |
| ------------- | ------------- | --------------- | ------- |
| France (SNEP) | Platine       | 24 février 2022 | 100 000 |